# گلایزدورف
گلایزدورف (به آلمانی: Gleisdorf) یک شهر و شهرک با حقوق شهرک و روستای سابق  در اتریش است که در وایتس واقع شده‌است. گلایزدورف ۱۰٬۴۵۶ نفر جمعیت دارد.

## خواهرخوانده
شهر نادکانیژا خواهرخواندهٔ گلایزدورف هست.